# Newent
Newent – miasto w Wielkiej Brytanii, w Anglii, w hrabstwie Gloucestershire. W 2001 r. miasto to zamieszkiwało 5 073 osób.